# Hydnocarpus venenata
Hydnocarpus venenata es una especie de planta de la familia Achariaceae. Es endémica de Sri lanka. Está amenazada por la pérdida de hábitat. Esta especie ha sido incluida como una especie de Mozambique sobre la base de su presencia en la lista de verificación preliminar de Mozambique. Sin embargo, no existe ninguna especie de este nombre en la lista de verificación de la región subsahariana.

## Usos
Las frutas se usan como veneno para peces y las semillas tienen uso medicinal.

## Etimología
Hydnocarpus venenata es conocido como " මකුලු ගහ (Makulu gaha)" o "මකුල (Makula)" en Sinhala.

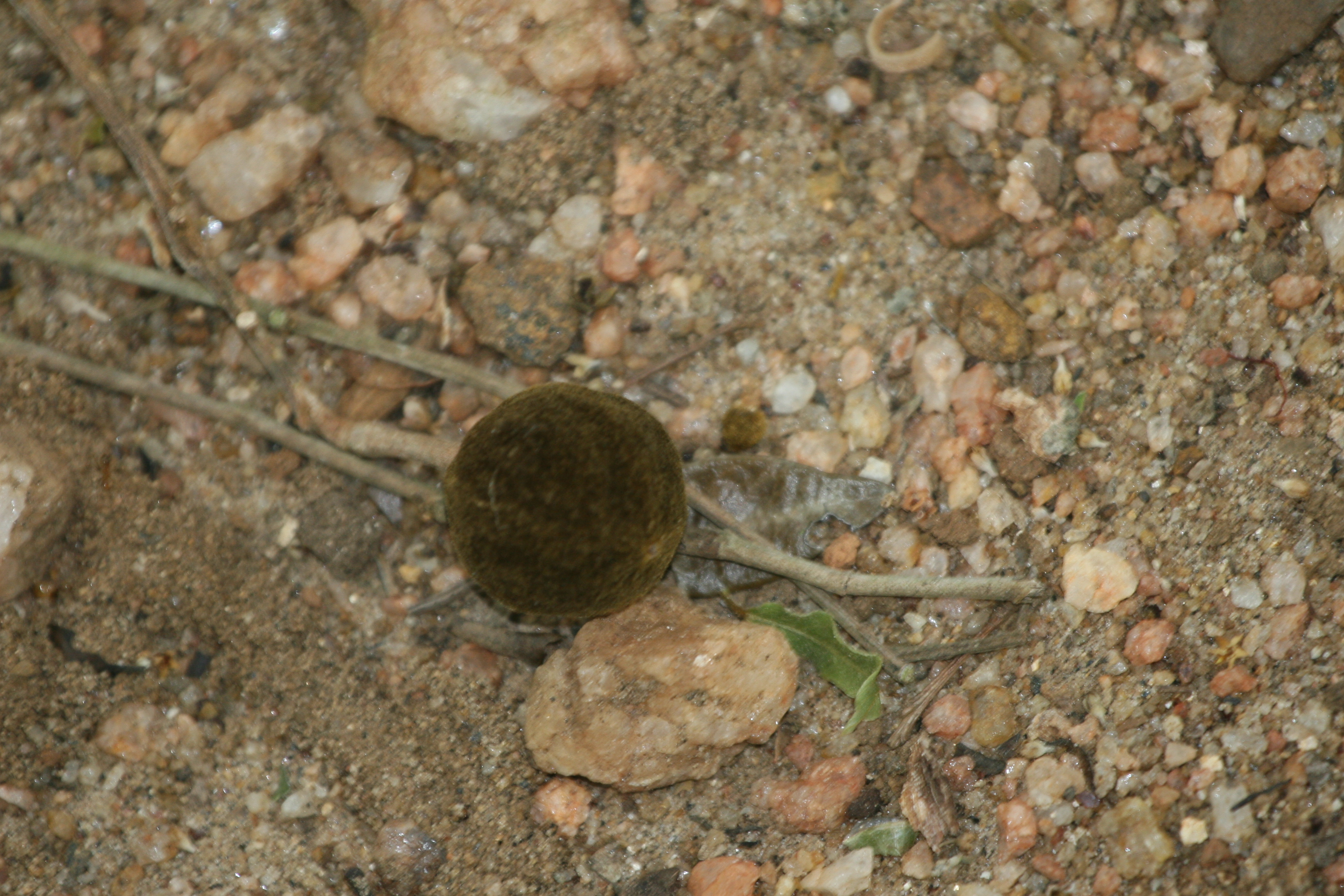
La fruta

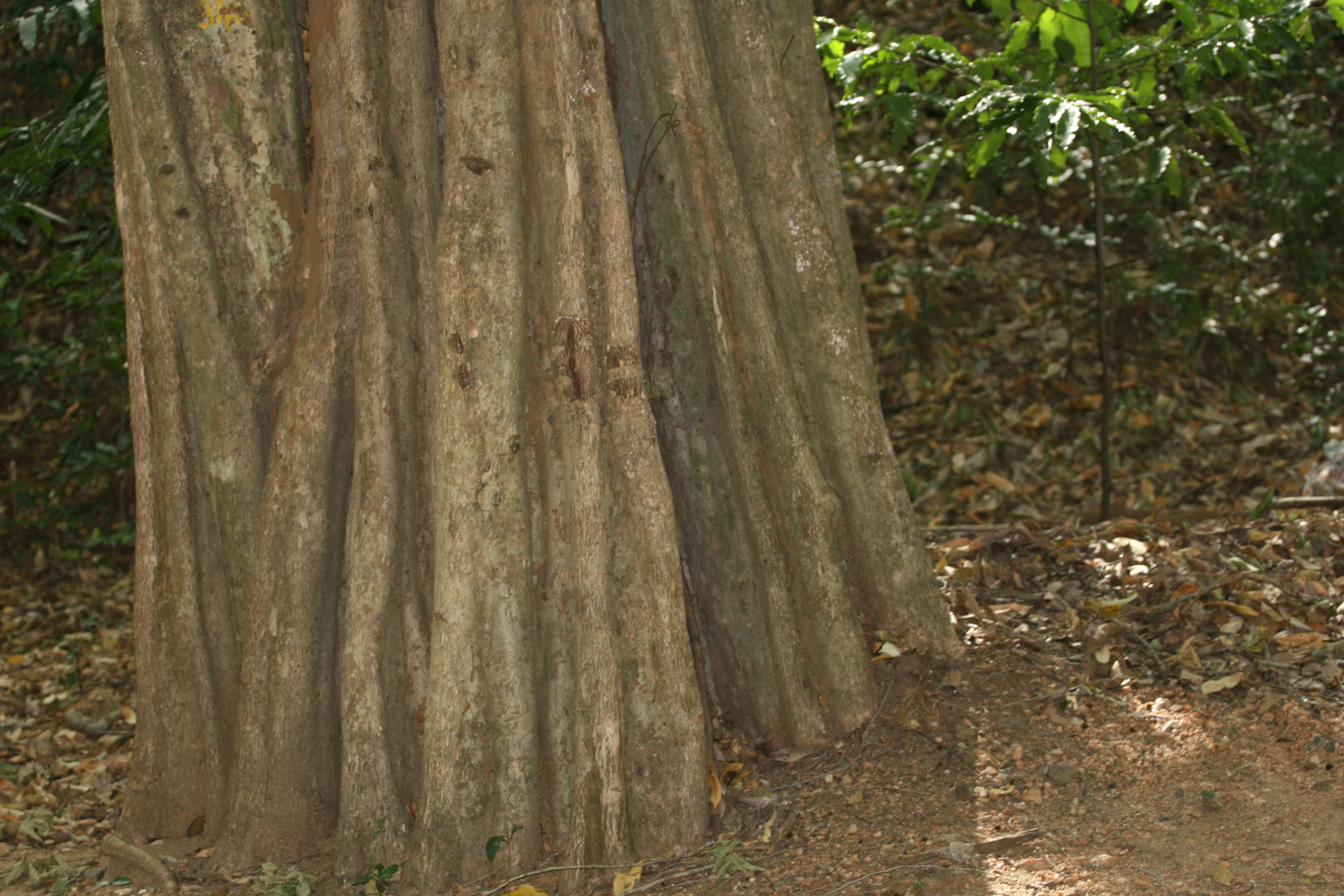
Tronco